# Sonometar
Sonometar je instrument za merenje fizičke veličine glasnost koja ima fizičku jedinicu SON. Ovaj instrument ne treba mešati sa fonometrom, jer se radi o dva različita instrumenta.

Zbog nedostataka fonske skale za potrebe ocene stvarnog čovečjeg osećaja uvedena je fizička veličina glasnost i jedinica son koja joj odgovara. Broj sona govori koliko puta neki zvuk čovek oseća kao glasniji od zvuka čija je glasnost 1 son. Jedinica son nastala je na osnovu istaživanja prema Flečeru. Usvojeno je da glasnost od 1 sona odgovara nivou jačine zvuka od 40 fona. Jedinica son se danas retko koristi.

Na sl. 1. prikazan je dijagram glasnosti u zavisnosti od jačine zvuka prema Flečeru (- - -) i standardizovana linija (–).